# Jodel (azienda)
La Société Avions Jodel è un'azienda aeronautica francese, fondata nel 1946 da Édouard Joly e dal suo genero, Jean Délémontez.

## Storia

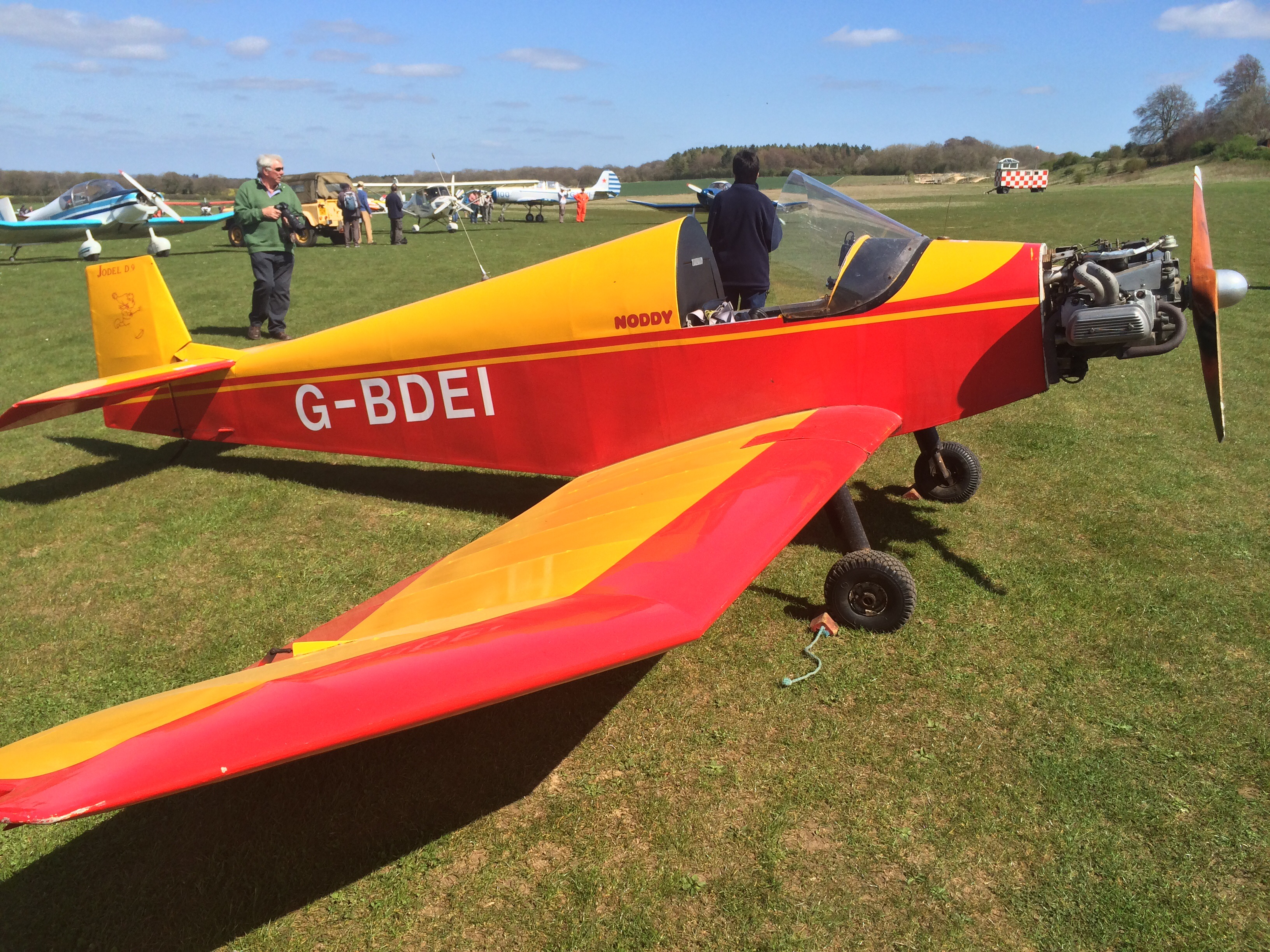
Un D.9 Bébé, primo aereo realizzato dalla Jodel

La Jodel iniziò la progettazione di una serie di aerei leggeri poco dopo la fine della seconda guerra mondiale. Il mito popolare è che i due industriali, senza alcuna preparazione aeronautica formale, impostarono la progettazione di un aereo monoposto con un po' di compensato di scorta e un piccolo motore, un Poinsard 25hp. Il risultato fu il D.9 Bébé, che volò la prima volta nel 1948.
In realtà, i due avevano molta esperienza in costruzione e progettazione di aerei, Delemontez era infatti un ingegnere aeronautico esperto, e Joly aveva costruito un aereo prima della guerra.
Il D.9 fu progettato per favorire l'autocostruzione da parte di privati, che potevano acquistare i soli piani costruttivi.
Il governo francese da solo acquistò molti degli aerei, e si contarono più di 500 D.9 in fase di costruzione nel corso dei successivi venti anni. Il governo ha espresso interesse per un aereo più grande, un addestratore biposto che fosse in grado di far crescere in numero piloti e aeroclub privati. Il risultato fu il D.11.

## Produzioni su licenza
Ad esclusione dei prototipi, gli aerei Jodel inizialmente furono costruiti da diversi produttori francesi, ma la produzione da parte di aziende terze cessò durante gli anni sessanta. Da quel momento, la Jodel vendette i propri piani e la licenza per costruire solo a costruttori amatoriali.
In seguito, la Jodel concesse i propri piani ad alcune aziende, i cui aerei conservavano dell'originale solo la struttura alare Jodel. Tali aziende sono:
- Avions Pierre Robin, Francia
- Aero Difusión, Spagna
- Falconar Avia, Canada
- Société Aéronautique Normande, Francia

## Aerei
Tutti i modelli prodotti dalla Jodel sono monoplani ad ala bassa.
- Jodel D.9 Bébé 1948
- Jodel D.91 1948
- Jodel D.93 1951
- Jodel D.11 1950
- Jodel D.111 1951
- Jodel D.112 1952
- Jodel D.113 1960
- Jodel D.114 1952
- Jodel D.18 1984
- Jodel D.19 1986
- Jodel DR1050 Excellence